# Isotropi
Isotropi (från gr. ἴσος, iso-, "lika", "oberoende" och τρόπος,-tropos, "riktning") betecknar egenskapen att vara likformig oberoende av riktning. Den exakta definitionen skiljer sig mellan olika ämnesoråden. Avvikelser från isotropi anges ofta med prefixet an-; anisotropi.

## Fysik
Inom fysiken är isotropi en fysikalisk term för fallet när de fysikaliska egenskaperna förhåller sig lika i alla riktningar. Isotrop strålning innebär att strålningen har samma intensitet i olika riktningar; ett isotropt fält betyder att fältet har samma verkan oavsett hur partikeln är orienterad.

### Isotropa material
Isotropa material, till skillnad från anisotropa material, är material som har samma egenskaper i alla riktningar. De flesta material är isotropa, till exempel betong, glas, de flesta metaller eller polymerer. Exempel på anisotropa material är många kristaller, trä, kallvalsad plåt och diverse kompositmaterial (ibland ortotropa (i planter isotropa) material). Att materialet är isotropt, eller att man kan anta att det är det, medför nästan alltid en förenkling i olika beräkningar. Till exempel så kan inom hållfasthetsläran Hookes generella lag förenklas från 81 konstanter till endast två (Poissons tal eller tvärkontrationskonstanten och E-modulen).